# Implantologie
Implantologie (lat. in „im, hinein“ und planta „Steckling,“ und -logie griechisch λόγος lógos ‚Wort‘, ‚Lehre‘,)  ist die Bezeichnung für das Einsetzen von Zahnimplantaten durch einen Zahnarzt, Fachzahnarzt für Oralchirurgie oder Mund-, Kiefer- und Gesichtschirurgen.  Mit der Approbation erwirbt jeder Zahnarzt die Erlaubnis, die gesamte Zahnheilkunde auszuüben und damit auch Zahnimplantate zu setzen. Der im Jahre 2001 vom Bundesverband der implantologisch tätigen Zahnärzte in Europa (BDIZ EDI) vor dem Bundesverfassungsgericht durchgesetzte „Tätigkeitsschwerpunkt Implantologie“ ist keine Zusatzbezeichnung gemäß der Weiterbildungsordnung und wird nicht öffentlich-rechtlich erteilt. Im Jahre 2023 implantierten etwa 5.000–8.000 Zahnärzte (ca. 10–14 % der rund 60.000 bundesdeutschen Zahnärzte) mehr oder weniger regelmäßig.

## Implantologische Vereinigungen
Die implantologischen Fachgesellschaften haben Unterorganisationen, in denen regional ein Erfahrungsaustausch gepflegt wird. Einzelne Vereine können Fortbildungen bescheinigen und Fach-Zertifikate erteilen, die der implantologisch orientierte Zahnarzt mit der Bezeichnung „Tätigkeitsschwerpunkt Implantologie“ führen kann. Die Mitgliedschaft in einer Vereinigung ist kein Qualitätsnachweis, allenfalls ein Interessennachweis. Es finden sog. Konsensuskonferenzen zwischen den Fachgesellschaften statt, um eine einheitliche Fachmeinung zu den implantologischen Themenkreisen abzustimmen.